# Johannes Jegerlehner
Johannes Jegerlehner (* 9. April 1871 in Thun; † 17. März 1937 in Bern; heimatberechtigt in Walkringen) war ein Schweizer Schriftsteller. Er verfasste vor allem naturromantische Schweizer Heimat- und Alpenliteratur, Märchen- und Sagensammlungen. Vor dem Zweiten Weltkrieg erlangte er damit über die Schweiz hinaus einen gewissen Ruf, geriet aber in der 2. Hälfte des 20. Jahrhunderts in Vergessenheit.

## Leben
Johannes Jegerlehner war der Sohn eines Gefängniswärters der auf dem Schloss Thun arbeitete. Nach dem Besuch am städtischen Gymnasium in Bern absolvierte er in Hofwil an der von Carl August Zeller gegründeten «Schulmeisterschule»  eine Ausbildung zum Lehrer. Als solcher unterrichtete er in Lyss und für ein Jahr als Geschichtslehrer in Hofwil. Später berief ihn das städtische Gymnasium von Bern als Deutschlehrer an seine Real- und Handelsabteilung.
Anschliessend begann Johannes Jegerlehner an der Universität Bern ein Studium, das er in Florenz und Venedig fortsetzte. Nach bestandenem Gymnasial- und Doktorexamen ging er zur Geografie über und veröffentlichte eine Arbeit über die Schneegrenze in den Walliser Alpen.
Johannes Jegerlehner hatte zwanzig Jahre lang die meiste Zeit seiner Ferien im Wallis verbracht und studierte die Sitten und Bräuche der Bevölkerung, die er u. a.im 1904 erschienenen Buch Das Val d’Anniviers (Eivischtal) Nebst einem Streifzug ins Val d’Herens (Evolena). Führer durch Landschaft, Geschichte, Volk und Sage eines Walliser Hochtales, beschrieb.
Mit seinen Märchen- und Sagensammlungen, Erzählungen und Romanen aus der Schweizer Bergwelt, insbesondere im Wallis und im Berner Oberland spielend, erzielte Jegerlehner auch ausserhalb der Schweiz einige Aufmerksamkeit. Etliche seiner Werke, teilweise in deutschen Verlagen erschienen, wurden von seinem Sohn Hans Jegerlehner illustriert und erlebten mehrere Auflagen. Im Ersten Weltkrieg verfasste Jegerlehner ausserdem auch patriotisch-militaristische Schriften.
Wegen seiner angeschlagenen Gesundheit musste Johannes Jegerlehner seinen Schuldienst frühzeitig aufgeben und lebte mit seiner Familie seit 1928 in Grindelwald. Seine Frau war Emma, geborene Schreiber.
Johannes Jegerlehner war ein Mitglied im Bund der Freimaurer, seine Loge Zur Hoffnung ist in Bern ansässig und schrieb für Die Berner Woche in Wort und Bild. Ein Blatt für heimatliche Art und Kunst. Zwanzig Jahre war er der Dirigent des Uebeschichörlein, welches das gehobene Volksliedgut pflegte.
Johannes Jegerlehner verstarb im Viktoriaspital in Bern. Sein Nachlass wurde von seiner Schwiegertochter aufbewahrt und wäre nach deren Tod im Jahr 2020 fast vernichtet worden, hätte ihn der Historiker Beat Hodler nicht zufällig am Strassenrand bemerkt und gerettet. 2021 wurde er dem Schweizerischen Literaturarchiv übergeben.

## Bedeutung
Otto von Greyerz äussert im Biographischen Lexikon verstorbener Schweizer (1947) die Überzeugung, dass Johannes Jegerlehner als der «bernische Vertreter der schweizerischen Alpendichtung, wie sie ausser ihm durch Zahn, Heer, Lienert, Bosshart, Federer und Renker gepflegt worden ist», fortleben werde. Obwohl zu Jegerlehners Lebzeiten selbst eine Übersetzung ins Englische (Alp legends, 1926) erschien, schwand seine Popularität in der zweiten Hälfte des 20. Jahrhunderts stark, und die meisten Werke, mit Ausnahme der Sammlung Walliser Sagen (Nachdruck 1989), wurden seit den 50er Jahren nicht mehr aufgelegt. Sie teilen damit das Schicksal eines Grossteils der genannten schweizerischen Alpenliteratur, deren naturromantische Prägung keinen breiten Zuspruch mehr finden konnte.

## Werke (Auswahl)
- Das Val d’Anniviers (Eivischtal). Nebst einem Streifzug ins Val d’Herens (Evolena). Führer durch Landschaft, Geschichte, Volk und Sage eines Walliser Hochtales, 1904
- Was die Sennen erzählen. Märchen und Sagen aus dem Wallis, 1907
- Am Herdfeuer der Sennen. Neue Märchen und Sagen aus dem Wallis, 1908[6]
- (zusammen mit Samuel Singer:) Sagen und Märchen aus dem Oberwallis. Aus dem Volksmunde gesammelt, 1913
- Marignano. Eine Erzählung, 1911
- An den Gletscherbächen. Erzählungen, 1911
- Petronella. Roman aus dem Hochgebirge, 1912 (1927 von Hanns Schwarz verfilmt)
- Hohlicht. Eine schweizerische Soldatengeschichte, 1914
- Grenzwacht der Schweizer, 1915
- Blümlisalp. Volksmärchen aus den Walliserbergen, 1917
- Das verlassene Dorf. Zwei Geschichten aus dem Wallis, 1917
- Die Schlossberger. Geschichte einer Jugend, 1920
- Der Gletscherriese, 1932
- Die Rottalherren, Roman, 1934
- Das Haus in der Wilde, Erzählung, 1936

## Verfilmung
Sein Roman Petronella wurde 1927 von Hanns Schwarz gleichnamig verfilmt.